# Джон Фавро
Джонатан Фавро (на английски: Jonathan K. Favreau) е американски актьор и режисьор, носител на награда „Сатурн“ и номиниран за „Хюго“ и „Еми“.

## Филмография
Актьор
- Rudy (1993)
- PCU (1994)
- Swingers (1996)
- Very Bad Things (1998)
- Смъртоносно влияние (Deep Impact, 1998)
- Love & Sex (2000)
- The Replacements (2000)
- Дявол на доброто (Daredevil, 2003)
- Невъзможно твой (Something's Gotta Give, 2003)
- Уимбълдън (Wimbledon, 2004)
- Раздялата (The Break-Up, 2006)
- С жени на море (Couples Retreat, 2009)
- Джон Картър (John Carter, 2012)
- Самоличност на аванта (Identity Thief, 2013)
- Вълкът от Уолстрийт (The Wolf of Wall Street, 2013)
- Спайдър-Мен: Далече от дома (Spider-Man: Far from Home, 2019)

Режисьор
- Made (2001)
- Елф (Elf, 2003)
- Затура (Zathura: A Space Adventure, 2005)
- Железният човек (Iron Man, 2008)
- Железният човек 2 (Iron Man 2, 2010)
- Каубои и извънземни (Cowboys & Aliens, 2011)
- Като готвачите (Chef, 2014)
- Книга за джунглата (The Jungle Book, 2016)

Сценарист
- Swingers (1996)
- Made (2001)